# Władca lalek 5: Ostatnia walka
Władca Lalek 5 lub Ostatnia walka Władcy Lalek (ang. Puppet Master 5: The Final Chapter) – amerykański horror z 1994 roku w reżyserii Jeffa Burra. Jest to piąta część serii Władca lalek i sequel filmu Władca lalek 4. Film wydano na rynek kina domowego.

## Fabuła
Akcja toczy się bezpośrednio po zakończeniu jej w 4 części serii i de facto jest jej kontynuacją w 5 części. Miał to być ostatni film serii, ale później powstało jeszcze następne 5 (stan na 2012 r.).

## Obsada
- Guy Rolfe – Andre Toulon
- Gordon Currie – Rick Myers
- Chandra West – Susie

### Lista lalek występujących w filmie
- Blade
- Pinhead
- Jester
- Tunneler
- Six Shooter
- Torch
- Decapitron
- Dark Totem